# Film erotico

Desiderando Giulia, esempio di pellicola a sfondo erotico.

Un film erotico è di solito un film che ha una qualità erotica, nel senso che può suscitare sentimenti sessuali, anche se l'intenzione dichiarata o suggerita del regista è di indurre la contemplazione filosofica riguardante l'estetica del desiderio sessuale, della sensualità e dell’amore romantico.
Le scene d'amore, erotiche e non, sono presenti nei film sin dall'era del muto della cinematografia. I film che includono scene di sesso o erotiche si trovano in un'ampia gamma di generi e sottogeneri, con generi che hanno una componente sessuale o erotica che tipicamente includono il termine "erotico" nella sua descrizione - come drammi erotici, thriller erotici, commedie sessuali, film di formazione, drammi romantici, oltre ad altri. Un film pornografico, invece, è un film di sesso che di solito non rivendica alcun merito artistico, ma intende provocare l'eccitazione sessuale negli spettatori e come tale è principalmente destinato al cosiddetto "pubblico maturo", ovvero agli adulti. Alcuni noti attori e attrici nei paesi occidentali hanno recitato scene di nudo o di nudo parziale, o si sono vestiti e si sono comportati in modi considerati sessualmente provocatori dagli standard contemporanei ad un certo punto della loro carriera.

## Storia

### Gli inizi: dagli anni dieci fino alla seconda guerra mondiale

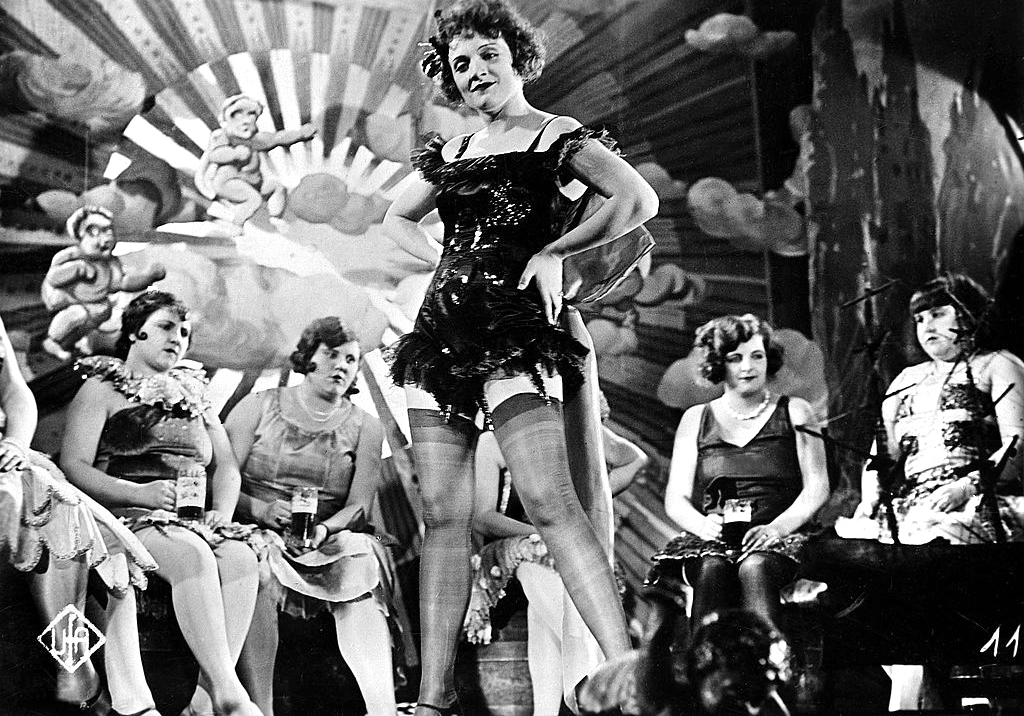
L'angelo azzurro

Intorno al primo decennio del XX secolo vengono commercializzati i primi filmati osé. Sono, essenzialmente cortometraggi clandestini, indirizzati ad un pubblico adulto.
Negli anni venti, il regista Georg Wilhelm Pabst gira alcuni lungometraggi con protagonista Louise Brooks. Sono pellicole che sfruttano la bellezza e i canoni tipici di una delle più importanti sex symbol del cinema.
Nel 1930 esce L'angelo azzurro, famoso per mostrare alcuni momenti di varietà. In Italia, la prima attrice a comparire sul grande schermo con il seno scoperto è Clara Calamai ne La cena delle beffe.

### Gli anni cinquanta e sessanta

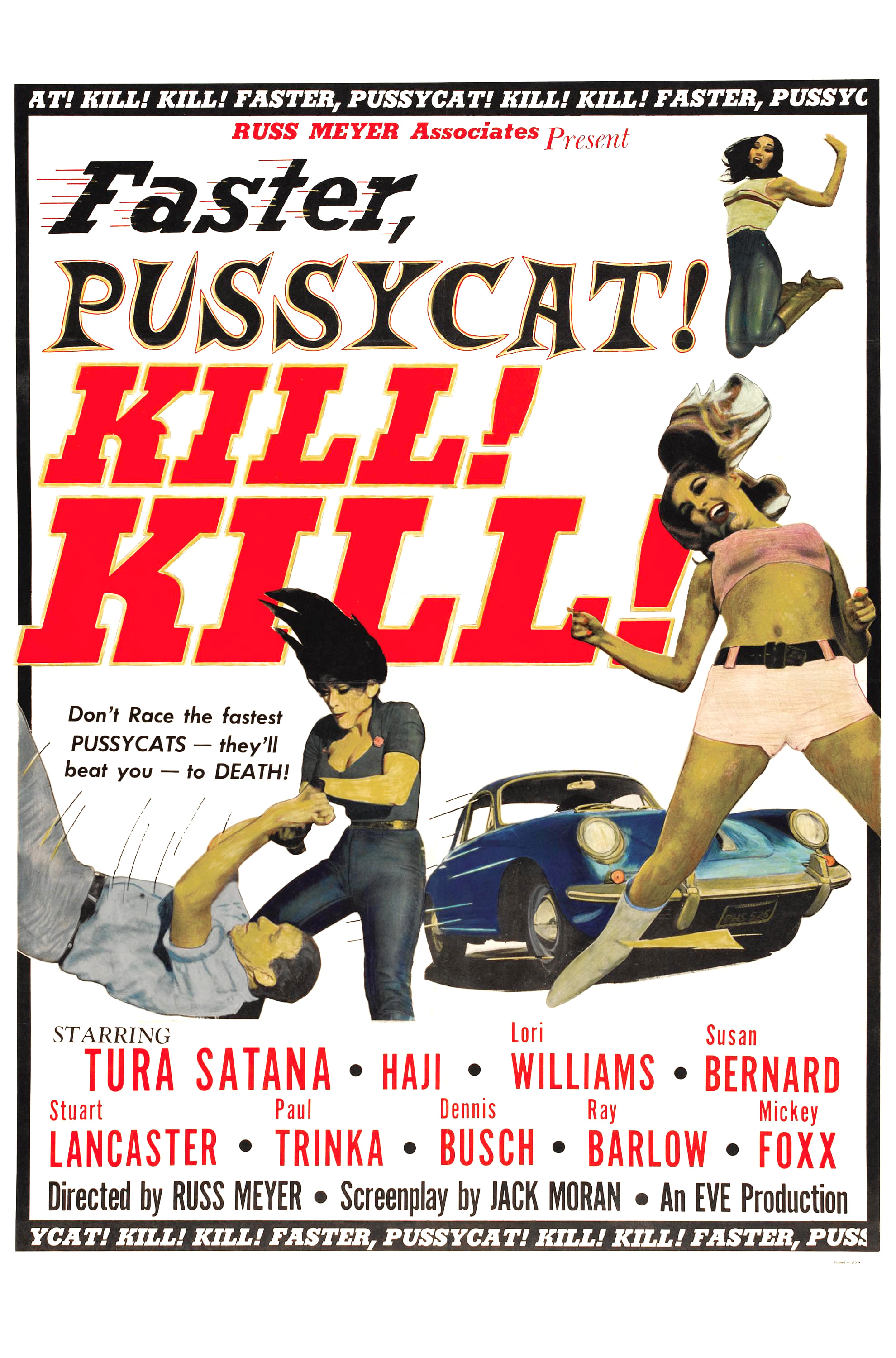
Faster, Pussycat! Kill! Kill!

Negli USA vengono editi i primi saggi di Alfred Kinsey. La Corte suprema degli Stati Uniti d'America, nel 1957, considera oscenità e sessualità come due elementi completamente distinti. Questi cambiamenti radicali portano alcuni produttori a finanziare opere audiovisive appartenenti alla cosiddetta ondata del sexploitation. L'immorale Mr. Teas è considerato il capostipite di tale genere.
Sempre in panorama americano, Andy Warhol è ritenuto l'iniziatore del movimento cinematografico underground. Molti dei suoi lavori sono noti per provocare il pubblico, con scene spinte ed erotiche. Fra i più importanti filmati dell'artista, merita particolare attenzione il cult movie Blow Job.
In Europa, bisogna aspettare Blow-Up di Michelangelo Antonioni per vedere il primo nudo integrale femminile.
Alla fine degli anni sessanta, l'erotismo prende il sopravvento. Il cinema commerciale del vecchio mondo, approfittando del liberalismo statunitense, punta sempre di più a contenuti spinti. L'eros si fonde con la commedia (commedia sexy all'italiana), il thriller ammicca a scene osé (giallo all'italiana), l'horror attinge a contenuti sadomaso (vedi la filmografia di Jess Franco). Alcuni documentaristi si addentrano perfino in night club e riprendono la vita notturna senza tabù (per approfondire, mondo movie).
In Svezia diventa un caso mediatico Io sono curiosa. È un film che rompe definitivamente gli schemi del cinema passato. Alcune scene possono essere considerate come proto-pornografiche.

### Gli anni settanta

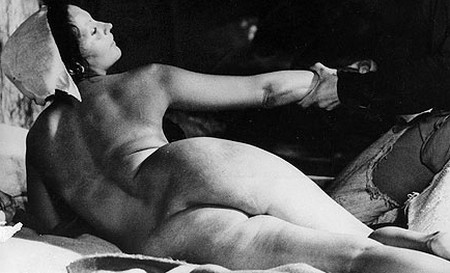
Il Decameron

Pier Paolo Pasolini realizza la trilogia della vita, un'allegoria che riflette sul concetto di eros e thanatos. I film in questione vengono censurati per oscenità. In Italia molte pellicole sono soggette sempre di più a processi giudiziari. Il caso più celebre è quello di Ultimo tango a Parigi. La Corte suprema di cassazione condanna, in via definitiva, Bernardo Bertolucci per offesa al comune senso del pudore. Nonostante ciò, il lungometraggio incassa, in tutto il mondo, più di 90 milioni di dollari.
Walerian Borowczyk gira La bestia, cult movie noto per alcune sequenze simulate di zoofilia. Sempre in Francia, Histoire d'O è tra i primi film a trattare, in modo esplicito, di sadomasochismo.
Emanuelle mette in luce Sylvia Kristel, sex symbol degli anni settanta. L'opera genera il filone apocrifo di Emanuelle nera.
In Giappone, emerge una schiera di registi specializzati in cinema softcore. Fra i più celebri, Nagisa Ōshima, vincitore, nel 1978, del Prix de la mise en scène al Festival di Cannes.
Paul Morrissey, stretto collaboratore di Andy Warhol, realizza lungometraggi controversi. Insieme a Joe Dallesandro, redige una dilogia horror-erotica.

### Dagli anni ottanta fino al XXI secolo

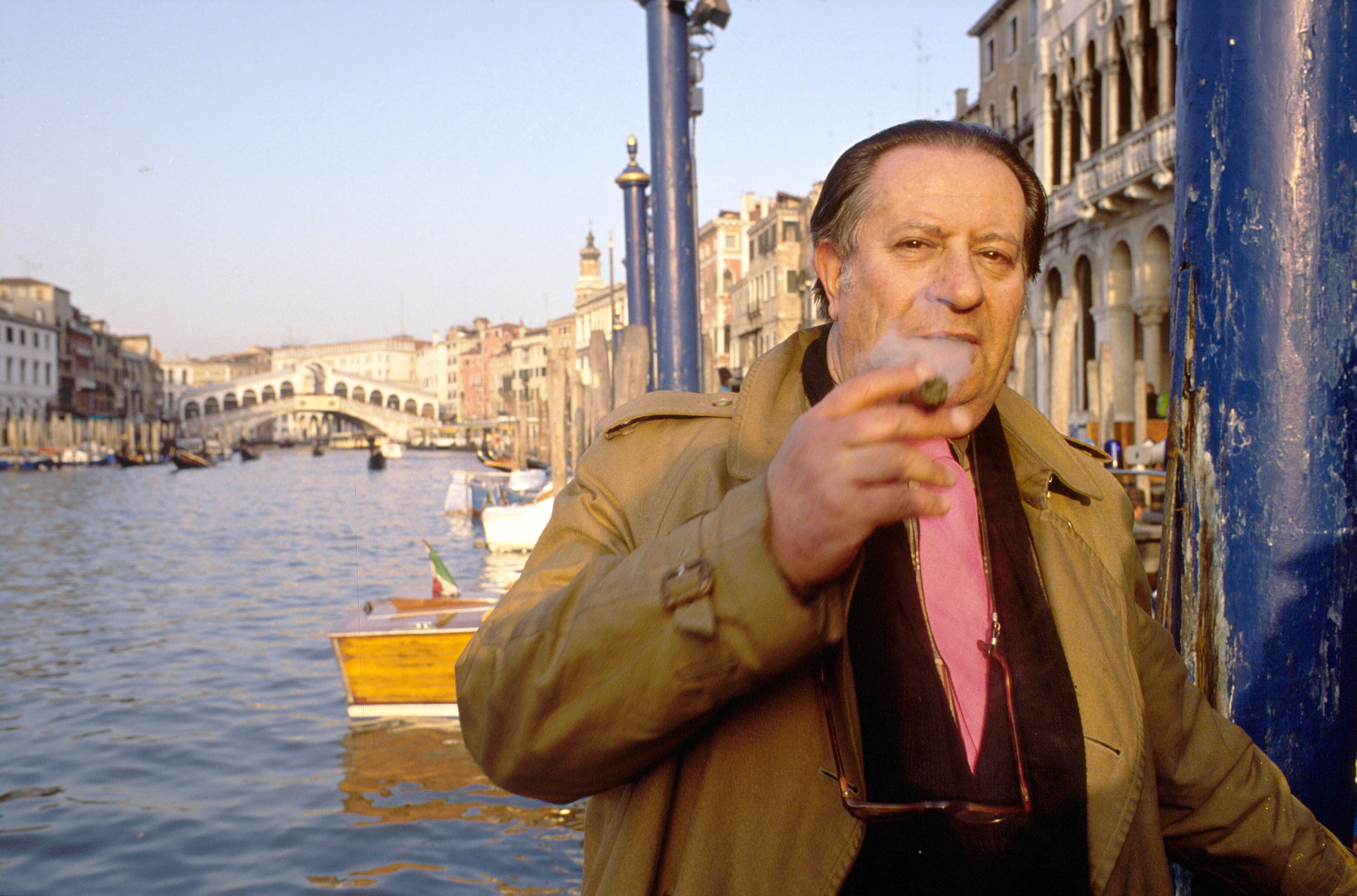
Tinto Brass

Spopola, in Italia e oltreoceano, il cinema di Tinto Brass. L'autore è ricordato, soprattutto, per il caso mediatico de La chiave.
In Spagna, Bigas Luna e Pedro Almodóvar dirigono numerosi film osé. Sono i primi cineasti iberici a trattare, nel periodo post-franchista, di eros.
Negli USA, vengono prodotti numerosi blockbuster di genere spinto. Tra i più celebri, 9 settimane e ½ e Basic Instinct.
Con l'avanzamento della industria pornografica, il genere erotico subisce un declino parziale. A partire dagli anni duemila, sono sempre meno i film di tale genere. Fra i casi più emblematici, occorre citare il pluripremiato La pianista e La vita di Adele, lungometraggio imperniato su una storia saffica.

## Registi
Alcuni fra i registi più noti nel campo erotico sono:
- Russ Meyer
- Andy Warhol
- Jesús Franco
- Salvatore Samperi
- Walerian Borowczyk
- Bernardo Bertolucci
- Nagisa Ōshima
- Bigas Luna
- Tinto Brass